# Юдин, Владимир Владимирович
Владимир Владимирович Юдин (род. 6 января 1937) — советский и российский художник, иллюстратор детских книг. Жил в Ленинграде. Работал с издательствами «Детская литература» и «Малыш». Иллюстрировал книги братьев Стругацких (Страна Багровых туч, 1969, БП), Л. Платова (В стране дремучих трав, БПНФ), «Тимур и его команда» Гайдара (1971), Б. Житкова (серия «Читаем сами»), Б. Заходера (серия «Пионеры-герои»).
Отмечается лиричность и глубокая эмоциональность иллюстраций Владимира Юдина, посвящённых молодёжи и её светлым чувствам дружбы и любви.
Проиллюстрировал более 300 книг.